# Skärgårdsnamn
Skärgårdsnamn är en bok av den finlandssvenska ortnamnsforskaren Kurt Zilliacus utgiven 1989, om de tusentals svenskspråkiga namnen i Finlands kustskärgårdar: Skärgårdshavet och kusterna i Nyland och Österbotten.

## Beskrivning
Boken sammanfattar resultaten av tjugo års utforskning av skärgårdsnamn inom Östersjön i Finland som Zilliacus ledde vid svenska namnarkivet vid Institutet för de inhemska språken.
Forskningsområdet innefattar Finlands stora kustskärgårdar som i historisk tid huvudsakligen haft svensk befolkning, och deras ortnamnsförråd därmed bestått mest av svenska namn och namnformer, samt ett fåtal lånenamn från finskan. Enligt boken har den svenskspråkiga befolkningen under åtta århundraden i Skärgårdshavet och längs kusterna i Nyland och Österbotten infört omkring hundratusen skärgårdsnamn som fortfarande finns bevarade och är i användning.
Boken ger en överblick av ortnamnens ursprung och frekvens. Boken är indelad i tre huvudkapitel: "Namn på kringflutna orter" (öar, holmar, skär, klobbar, grund, med flera), "Namn på strandlokaler" (uddar, vikar, stränder, fjärdar, sund) och "Kulturbetingade namn" (fiske och jakt, hamnar och sjöfart).

### Önamn
Zilliacus beskriver typiska geografin för önamn: "Kring 'öar' och 'holmar' utbreder sig mindre 'skär', 'klobbar' och 'örar', som i sin tur är omgivna av 'grund', 'harur', 'hällar', 'kläppar', 'kobbar' och 'blekor', 'bådar', 'grynnor' och 'rev'."
Vidare fortsätter Zilliacus: "De största och mest betydande verkliga 'landen' har fått namn på -ö, i några fall namn på -land. I allmänhet är det på dem som bebyggelsen har samlats och byar har uppkommit. Närmast kring 'öarna' ligger mindre men också jord- och skogstäckta 'nyttoland' som har fått namn på -holm. 'Öarna' och 'holmarna' bildar tillsammans skärgårdarnas inre och tätare delar. Ytterom i de glesare och kalare delarna ligger sedan ”skären”, som huvudsakligen har bestått av berg och saknat egentlig skog."  
Enbart för ö och grund beskrivs över 50 namnändelser. De mesta frekventa typerna på svenska är enligt boken -ö (tusental), -holm (över 5500), -skär (4000), -hara (550), -klobb (1300), -ör (3300), -både (1200), -grund (7000), -hälla (900), -kläpp (1200), -kobbe (1300), -grynna (1300), -rev (450) och -sten (650). Lånenamn från finska är -saari/-sar (hundratal), -luoto/-lot (180), och -kari (hundratal).
Trots att namnen ofta återspeglar ställets karaktär stämmer kopplingen inte alltid på grund av t.ex. landhöjningens inverkan på landskapet. Det som har varit en ö på 1800-talet var kanske en samling grund 500 år tidigare. En Hufvudstadsbladet-artikel konstaterar att en ö med ändelsen -skär kan vara stort och skogbevuxet medan ett annat -skär är en karg klippa - detta trots att skär betyder liten (klipp)ö enligt Svenska Akademiens ordbok.

## Exempel med önamn på karta
| See Wikidata query. Prickarna på kartan motsvarar önamn mellan Kumlinge och Hangö med: -land, -ö, -holm -skär, -klobb, -ör -grund, -haru, -häll, -kläpp, -kobb, -gadd, -bleka, -båda, -grynna, -rev andra ändelser eller namn |